# Komet (croiseur auxiliaire)
Pour les articles homonymes, voir Komet et HSK.
Le Komet (HSK 7), pour « comète » en allemand, est un croiseur auxiliaire de la Kriegsmarine utilisé comme navire corsaire au cours de la Seconde Guerre mondiale.  Construit sous le nom d’Ems en 1937 en tant que cargo, il a été réquisitionné par la marine de guerre allemande au déclenchement de la Seconde Guerre mondiale et transformé en croiseur auxiliaire sous le nom de Komet ou Schiff 45. Son nom de code à la Royal Navy était Raider B.

## Construction et reconversion

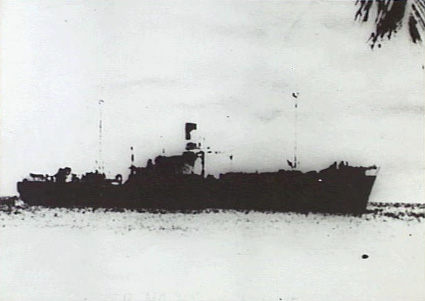
Komet

Le navire fut construit dans les chantiers navals de la DeSchiMAG à Brême pour le compte de la Norddeutscher Lloyd (NDL) sous le nom d’Ems.
Il fut réquisitionné au début de la Seconde Guerre mondiale en 1939 par la Kriegsmarine, transformé en croiseur auxiliaire dans les chantiers de la Howaldtswerke-Deutsche Werft à Hambourg. Il fut de nouveau lancé en mer sous le nom de Komet le 2 juin 1940. Le navire d'un tonnage de 3 287 tonnes mesurait 115,5 m de long, 15,3 m de large, avait un tirant d'eau de 6,5 m. Il était propulsé par deux moteurs diesel lui donnant une vitesse de 16 nœuds (30 km/h).
Son armement était constitué de six canons de 150 mm, d'un de 75 mm, un autre de 37 mm, quatre de 20 mm, 6 tubes lance-torpilles, 30 mines, une vedette rapide de 15 tonnes afin de poser des mines et un hydravion Arado Ar 196. Son équipage était composé de 274 membres.

## Première campagne d'opérations
Sous le commandement du Kapitän zur See (plus tard Konteradmiral) Robert Eyssen le croiseur partit pour sa première campagne d'opérations de Gotenhafen le 3 juillet 1940. Avec l'accord de l'Union soviétique signataire du pacte germano-soviétique, le Komet traversa l'océan Arctique avec l'assistance des brise-glaces Lénine puis Joseph Staline (service qui fut payé 950 000 reichsmarks) et entra dans l'océan Pacifique en septembre. Il fut ainsi le premier navire de guerre de surface non-soviétique ou russe à franchir le passage Nord-Est jusqu'au BSAH Rhône français en 2018.
Il rejoignit l'Orion et le Kulmerland dans l'atoll de Lamotrek situé dans les îles Carolines orientales incluses dans le mandat des îles du Pacifique sous autorité japonaise.
Le 6 mars 1941, le Komet relâche aux îles Kergelen. Le 12 mars, il est ravitaillé par le cargo Alterstor  escorté par le corsaire Pinguin. Le 14 mars, il reprend le large pour une campagne dans le Pacifique où il coule plusieurs cargos. En novembre, il rejoint Hambourg après avoir forcé le blocus britannique en mer du Nord.

## Fin de carrière
Le Komet est coulé le 7 octobre 1942 au large du cap de la Hague.

## Découverte de l'épave
L'épave fut découverte par le chasseur d'épaves Innes McCartney au large du cap de la Hague en juillet 2006 et fut examinée en 2007. Elle est retournée et rompue en deux morceaux.

## Navires coulés

Carte des mouvements et des attaques perpétrées par les croiseurs auxiliaires allemands dans l'ouest de l'océan Pacifique.

- 14/08/1941 : Australind - 5 020 tjb
- 17/08/1941 : Kota Nopan - 7 322 tjb
- 19/08/1941 : Devon - 9 036 tjb

Coulés en collaboration avec l’Orion :
- 25/11/1940 : Holmwood - 546 tjb
- 27/11/1940 : RMS Rangitane - 16 712 tjb
- 6/12/1940 : Triona - 4 413 tjb
- 7/12/1940 : Vinni - 5 181 tjb
- 7/12/1940 : Komata - 3 900 tjb
- 8/12/1940 : Triadic - 6 378 tjb
- 8/12/1940 : Triaster - 6 032 tjb